# Tomáš Kříž
Tomáš Kříž (Prága, 1959. március 17. –) csehszlovák válogatott cseh labdarúgó, csatár.

## Pályafutása

### Klubcsapatban
1966-ban a Dukla Praha korosztályos csapatában kezdte a labdarúgást, ahol 1977-ben mutatkozott be az első csapatban. A Duklával három-három csehszlovák bajnoki címet és kupagyőzelmet ért el. 1989 és 1991 között a nyugatnémet Darmstadt 98 játékosa volt. 1991-ben a Chmel Blšany csapatában fejezte be az aktív labdarúgást.

### A válogatottban
1981 és 1986 között tíz alkalommal szerepelt a csehszlovák válogatottban. Tagja volt 1982-es spanyolországi világbajnokságon részt vevő csapatnak.

## Sikerei, díjai
Dukla Praha
- Csehszlovák bajnokság
  - bajnok (3): 1976–77, 1978–79, 1981–82
- Csehszlovák kupa
  - győztes (3): 1981, 1983, 1985